# 로엔그린 (오페라)

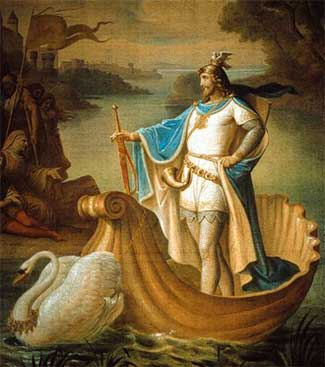

로엔그린(독일어: Lohengrin, WWV 75)은 리하르트 바그너가 작곡하고 대본을 작성한 3막의 오페라이다. 바그너는 백조 기사를 소재로 한 볼프람 폰 에센바흐의 《파르치팔》과 중세 독일의 낭만 소설인 《로엔그린》을 기초로 낭만주의 형식의 독일어 대본을 완성하였다. 이 오페라는 1850년 8월 28일 바이마르에서 프란츠 리스트의 지휘로 초연되었다.

## 작품 배경
실존 인물인 하인리히 1세(876년~936년)를 주인공으로 하고 10세기 초반의 독일과 네덜란드를 배경으로 이야기가 전개된다.

## 악기편성
플루트3(3번은 피콜로 겸함), 오보에2, 잉글리시 호른, 클라리넷2, 베이스 클라리넷, 바순3, 호른4, 트럼펫3, 트롬본3, 튜바, 팀파니, 탬버린, 심벌즈, 작은북, 트라이앵글, 오르간, 하프2, 현5부
- 무대 뒤, 별도: 호른4, 트럼펫4

## 연주시간
- 전주곡: 9분, 1막: 55분, 2막: 1시간 25분, 3막: 1시간 5분
- 총 3시간 30분

## 등장인물
- 로엔그린, 백조의 기사, 테너
- 엘자 브라반트, 브라반트 영주의 딸, 소프라노
- 텔라문트의 프레데리크 백작, , 브라반트의 대관, 바리톤
- 오르트루트, 프레데리크 백작의 아내, 메조소프라노
- 하인리히 1세, 독일의 왕, 베이스
- 왕의 전령, 바리톤 및 베이스
- 4명의 브라반트 귀족, 테너 및 베이스
- 4명의 시종, 소프라노와 알토
- 고프리트 공작, 엘자의 남동생, 묵음

## 줄거리
- 10세기 안트베르펜, 쉘트 강 근처

### 1막
- 안트베르펜의 격전장

### 2막
- 안트베르펜의 성당 앞에 있는 광장

### 3막
- 1장: 결혼식장 혼례의 합창으로 유명한 장. 결혼식 때 신부 입장곡으로 유명하다.
- 2장: 쉘트 강둑

## 유명한 아리아
- 엘자의 꿈 Elsas Traum

## 참고 문헌
- The Opera Goer's Complete Guide by Leo Melitz, 1921 version.